# Gaetano (singolo)
Gaetano è un singolo del cantautore italiano Calcutta, pubblicato nel 2015 nell'album Mainstream ed estratto come singolo il 13 gennaio 2016.
È stata inserita dal mensile Rolling Stone al nono posto nella lista dei 20 brani italiani più belli del millennio.

## Tracce
- Download digitale

1. Gaetano – 4:02